# Alejandro Rodríguez Cadarso
Alejandro Rodríguez Cadarso (Noia, 1887 - Lubián, 1933) fou un metge i polític gallec.
Va obtenir una Càtedra d'anatomia descriptiva a la Universitat de Santiago de Compostel·la el 1916, publicà alguns estudis a revistes internacionals. Fundà l'Instituto de Estudios Portugueses i fou vicerrector de la Universitat de Santiago de Compostela des del 4 de novembre de 1929 i rector des del 29 de març de 1930, a les eleccions generals espanyoles de 1931 fou elegit diputat per ORGA i es caracteritzà pel seu suport a l'autonomia de Galícia.
Com a rector va pretendre lligar la universitat amb la cultura gallega i amb la societat gallega en general, afavorint la seva modernització, i desenvolupà una Residencia de Estudantes (un dels col·legis majors duu el seu nom, CM Rodríguez Cadarso) i el Campus Sud Va morir en un accident d'automòbil vora la localitat de Lubián.